# 高雄市議會
22°37′16″N 120°20′50″E / 22.6212210°N 120.3473535°E

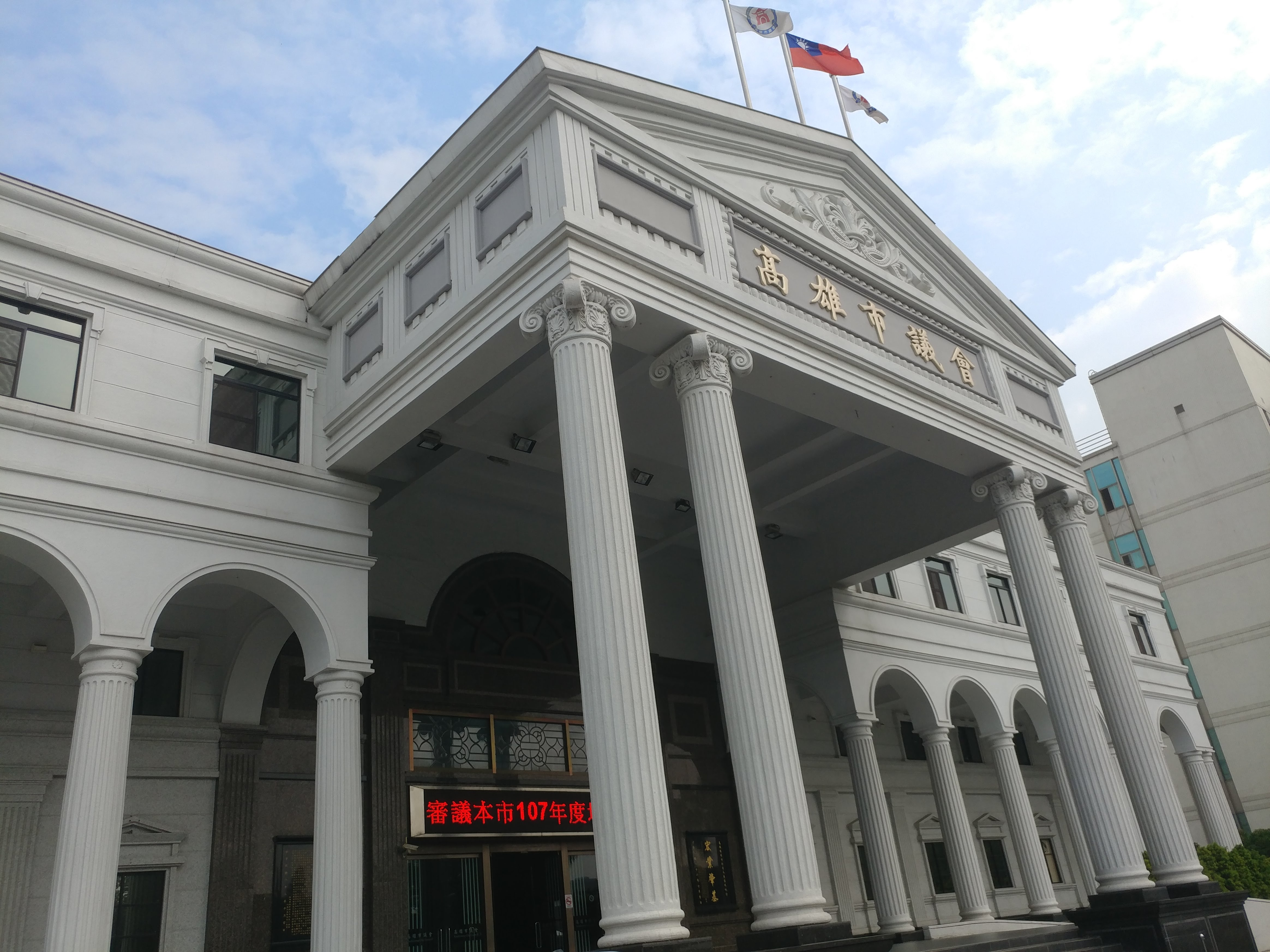
高雄市議會正面入口

高雄市議會是中華民國高雄市的最高立法機關，位於高雄市鳳山區。現行高雄市議會係於2010年12月25日由原高雄市議會與高雄縣議會合併改制而成。第四屆議員民主進步黨25席、中國國民黨28席、無黨籍6席、無黨團結聯盟2席、台灣團結聯盟1席、空缺3席，總共62席。

## 歷史

### 日治時期
1936年實施台灣州會選舉，高雄州分4個選區，選出高雄州議會。

### 參議會時期

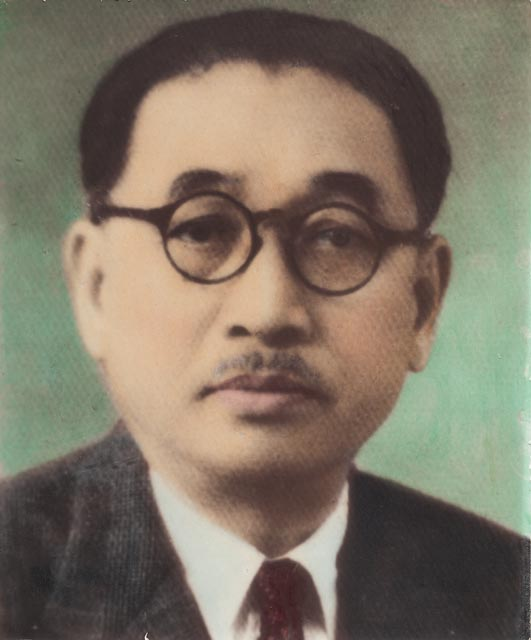
高雄市參議會第一任議長彭清靠醫師，亦為彭明敏教授之父

中華民國政府為實施地方自治，1945年（民國34年）12月26日臺灣省行政長官公署公布《臺灣省各級民意機關成立方案》；隔年4月13日與4月15日先後成立「高雄市參議會」及「高雄縣參議會」，復於1951年1月11日同時改制為高雄市議會及高雄縣議會。

### 前高雄市議會

#### 省轄市議會時期
1951年1月11日，高雄市參議會改制為高雄市議會（省轄市議會時期，會址位於前金區中正四路與自強路口的消防隊），高雄縣參議會改制為高雄縣議會。
1966年，高雄市議會遷至同一路口斜對面的新議會大樓，並使用至2011年。

#### 直轄市議會時期
1979年7月1日，高雄市從省轄市升格為直轄市，成立高雄市臨時市議會。
1981年12月25日，直轄市第一屆議會成立。
1993年12月25日，成立高雄市議會資料館，並對外開放參觀，由前議長陳田錨指示建置。在1994年7月29日的「直轄市自治法」及1999年1月25日的「地方制度法」施行後，市議會職權更加完備，進入完全地方自治時期。

### 前高雄縣議會
1946年4月15日，依據國民政府公佈之「市參議會組織條例」及「市參議員選舉條例」規定，成立高雄縣參議會。
1950年10月，行政區劃分高雄、屏東兩縣，調整甫告就緒，政府即宣告自民國40年起實行地方自治，採用普選制度，並於同年1月11日成立高雄縣議會。
2010年12月25日，與前高雄市議會合併改制為高雄市議會止，共歷經16屆。

### 合併改制後時期
2010年12月25日，高雄市與高雄縣合併改制直轄市，立法機關亦同時整併，於同年11月27日當選的新高雄市議員也於12月25日當日就任。合併改制後之高雄市在法律上被視為一新設地方自治團體，故行政機關之首長市長和立法機關之成員其屆數皆重新起算，是該屆高雄市議會為合併改制後之「第1屆高雄市議會」，由前高雄市議會與前高雄縣議會兩議會合併改制成高雄市議會。高雄市議會經省轄市時期9屆、臨時市議會1屆、直轄市時期7屆；高雄縣議會經歷16屆。
2011年1月10日，高雄市議會於前金議事廳召開第一次臨時會，基於認為原高雄縣議會的鳳山議事廳空間寬闊、設備較佳、改建經費可相對節省，因此決議同年9月19日起將定期大會固定在鳳山召開。
2023年3月10日，前金議事廳由台灣人壽標下經營權，將作為民主議事館及創新育成基地使用。

## 歷屆正副議長
- 高雄市（直轄市）

| 屆別                 | 任期           | 任期           | 議長   | 議長       | 副議長 | 副議長     | 備註         |
| 屆別                 | 就任日期       | 卸任日期       | 姓名   | 黨籍       | 姓名   | 黨籍       | 備註         |
| -------------------- | -------------- | -------------- | ------ | ---------- | ------ | ---------- | ------------ |
| 高雄市（直轄市）議會 |                |                |        |            |        |            |              |
| 第一屆               | 2010年12月25日 | 2014年12月25日 | 許崑源 | 中國國民黨 | 蔡昌達 | 民主進步黨 |              |
| 第二屆               | 2014年12月25日 | 2018年12月25日 | 康裕成 | 民主進步黨 | 蔡昌達 | 民主進步黨 |              |
| 第三屆               | 2018年12月25日 | 2020年6月6日   | 許崑源 | 中國國民黨 | 陸淑美 | 中國國民黨 | 議長自殺身亡 |
| 第三屆               | 2020年6月6日   | 2020年7月31日  | 陸淑美 | 中國國民黨 | 陸淑美 | 中國國民黨 | 副議長代理   |
| 第三屆               | 2020年7月31日  | 2022年12月25日 | 曾麗燕 | 中國國民黨 | 陸淑美 | 中國國民黨 | 議長補選上任 |
| 第四屆               | 2022年12月25日 | 現任           | 康裕成 | 民主進步黨 | 曾俊傑 | 無黨籍     |              |

## 席次分布
高雄市議會議員合計65席，分布於15個選區，議員席次分布如下
- 第一選舉區（旗山區、美濃區、內門區、六龜區、茂林區、杉林區、甲仙區、桃源區、那瑪夏區）：3席
- 第二選舉區（湖內區、路竹區、茄萣區、田寮區、阿蓮區）：3席
- 第三選舉區（岡山區、橋頭區、燕巢區、永安區、彌陀區、梓官區）：5席
- 第四選舉區（左營區、楠梓區）：9席
- 第五選舉區（仁武區、大社區、鳥松區、大樹區）：5席
- 第六選舉區（鼓山區、鹽埕區、旗津區）：4席
- 第七選舉區（三民區）：7席
- 第八選舉區（新興區、前金區、苓雅區）：5席
- 第九選舉區（鳳山區）：8席
- 第十選舉區（前鎮區、小港區）：8席
- 第十一選舉區（林園區、大寮區）：4席
- 第十二選舉區（平地原住民選區：全市）：1席
- 第十三選舉區（山地原住民選區：左營區、楠梓區、三民區、路竹區、湖內區、茄萣區、永安區、彌陀區、梓官區、旗山區、甲仙區、杉林區、內門區、那瑪夏區）：1席
- 第十四選舉區（山地原住民選區：鹽埕區、鼓山區、新興區、前金區、岡山區、橋頭區、燕巢區、田寮區、阿蓮區、美濃區、六龜區、桃源區）：1席
- 第十五選舉區（山地原住民選區：苓雅區、前鎮區、旗津區、小港區、鳳山區、林園區、大寮區、大樹區、大社區、仁武區、鳥松區、茂林區）：1席

## 各政黨議會席次及黨團領袖
| 政黨             | 政黨             | 議會黨團幹部 | 加入黨團議員                   | 席次 |
| ---------------- | ---------------- | --- | ------------------------------ | ---- |
| 民主進步黨黨團   | 民主進步黨黨團   | 總召：江瑞鴻 副總召：陳明澤、黃文志、林志誠 幹事長：鄭孟洳 書記長：湯詠瑜                                                           |                                | 29   |
|                  | 民主進步黨       | 總召：江瑞鴻 副總召：陳明澤、黃文志、林志誠 幹事長：鄭孟洳 書記長：湯詠瑜                                                           | 該黨黨籍議員                   | 25   |
|                  | 台灣團結聯盟     | 總召：江瑞鴻 副總召：陳明澤、黃文志、林志誠 幹事長：鄭孟洳 書記長：湯詠瑜                                                           | 吳銘賜                         | 1    |
|                  | 無黨籍           | 總召：江瑞鴻 副總召：陳明澤、黃文志、林志誠 幹事長：鄭孟洳 書記長：湯詠瑜                                                           | 高忠德、范織欽、張博洋、曾俊傑 | 4    |
| 中國國民黨黨團   | 中國國民黨黨團   | 最高顧問：曾麗燕、陸淑美 總召：黃香菽 副總召：李眉蓁、鍾易仲、王耀裕、鄭安秝、白喬茵、許采蓁 財務長：陳玫娟 幹事長：李雅芬 書記長： |                                | 28   |
|                  | 中國國民黨       | 最高顧問：曾麗燕、陸淑美 總召：黃香菽 副總召：李眉蓁、鍾易仲、王耀裕、鄭安秝、白喬茵、許采蓁 財務長：陳玫娟 幹事長：李雅芬 書記長： | 該黨黨籍議員                   | 28   |
| 無黨團結聯盟黨團 | 無黨團結聯盟黨團 | 總召：陳善慧 其餘人選待確定 |                                | 3    |
|                  | 無黨團結聯盟     | 總召：陳善慧 其餘人選待確定 | 朱信強、陳善慧                 | 2    |
|                  | 無黨籍           | 總召：陳善慧 其餘人選待確定 | 陳幸富                         | 1    |
|                  | 無黨籍           | 李順進 | 李順進                         | 1    |
| 總席次           | 總席次           | 總席次 | 總席次                         | 62   |

## 各區委員會成員
| 委員會名稱                              | 委員會成員 第一召集委員以紅色表示 第二召集委員以藍色表示                                                                | 受監督機關 |
| --------------------------------------- | --- | --- |
| 民政委員會 （7人） 專門委員：林國榮     | · 民主進步黨：陳明澤、鄭光峰、林志誠、黃秋媖、李喬如 · 中國國民黨：李雅靜 · 台灣團結聯盟：吳銘賜                        | 民政局 |
| 民政委員會 （7人） 專門委員：林國榮     | · 民主進步黨：陳明澤、鄭光峰、林志誠、黃秋媖、李喬如 · 中國國民黨：李雅靜 · 台灣團結聯盟：吳銘賜                        | 法制局 |
| 民政委員會 （7人） 專門委員：林國榮     | · 民主進步黨：陳明澤、鄭光峰、林志誠、黃秋媖、李喬如 · 中國國民黨：李雅靜 · 台灣團結聯盟：吳銘賜                        | 政風處 |
| 民政委員會 （7人） 專門委員：林國榮     | · 民主進步黨：陳明澤、鄭光峰、林志誠、黃秋媖、李喬如 · 中國國民黨：李雅靜 · 台灣團結聯盟：吳銘賜                        | 人事處 |
| 民政委員會 （7人） 專門委員：林國榮     | · 民主進步黨：陳明澤、鄭光峰、林志誠、黃秋媖、李喬如 · 中國國民黨：李雅靜 · 台灣團結聯盟：吳銘賜                        | 行政暨國際事務處 |
| 民政委員會 （7人） 專門委員：林國榮     | · 民主進步黨：陳明澤、鄭光峰、林志誠、黃秋媖、李喬如 · 中國國民黨：李雅靜 · 台灣團結聯盟：吳銘賜                        | 研究發展考核委員會 |
| 社政委員會 （7人） 專門委員：傅志銘     | 民主進步黨：簡煥宗 · 中國國民黨：鍾易仲、王義雄 · 、陸淑美、吳利成 · 無黨籍：高忠德、范織欽                             | 社會局 |
| 社政委員會 （7人） 專門委員：傅志銘     | 民主進步黨：簡煥宗 · 中國國民黨：鍾易仲、王義雄 · 、陸淑美、吳利成 · 無黨籍：高忠德、范織欽                             | 勞工局 |
| 社政委員會 （7人） 專門委員：傅志銘     | 民主進步黨：簡煥宗 · 中國國民黨：鍾易仲、王義雄 · 、陸淑美、吳利成 · 無黨籍：高忠德、范織欽                             | 客家事務委員會 |
| 社政委員會 （7人） 專門委員：傅志銘     | 民主進步黨：簡煥宗 · 中國國民黨：鍾易仲、王義雄 · 、陸淑美、吳利成 · 無黨籍：高忠德、范織欽                             | 原住民事務委員會 |
| 財經委員會 （7人） 專門委員：吳宜珊     | 民主進步黨：郭建盟、黃彥毓、邱俊憲、湯詠瑜、林智鴻 · 中國國民黨：黃紹庭 · 無黨團結聯盟：李順進                          | 財政局 |
| 財經委員會 （7人） 專門委員：吳宜珊     | 民主進步黨：郭建盟、黃彥毓、邱俊憲、湯詠瑜、林智鴻 · 中國國民黨：黃紹庭 · 無黨團結聯盟：李順進                          | 經濟發展局 |
| 財經委員會 （7人） 專門委員：吳宜珊     | 民主進步黨：郭建盟、黃彥毓、邱俊憲、湯詠瑜、林智鴻 · 中國國民黨：黃紹庭 · 無黨團結聯盟：李順進                          | 青年局 |
| 財經委員會 （7人） 專門委員：吳宜珊     | 民主進步黨：郭建盟、黃彥毓、邱俊憲、湯詠瑜、林智鴻 · 中國國民黨：黃紹庭 · 無黨團結聯盟：李順進                          | 主計處 |
| 教育委員會 （7人） 專門委員：江聖虔     | 民主進步黨：李雅慧、黃飛鳳、鄭孟洳 · 中國國民黨：邱于軒、李雅芬、陳美雅、黃柏霖                                         | 教育局 |
| 教育委員會 （7人） 專門委員：江聖虔     | 民主進步黨：李雅慧、黃飛鳳、鄭孟洳 · 中國國民黨：邱于軒、李雅芬、陳美雅、黃柏霖                                         | 文化局 |
| 教育委員會 （7人） 專門委員：江聖虔     | 民主進步黨：李雅慧、黃飛鳳、鄭孟洳 · 中國國民黨：邱于軒、李雅芬、陳美雅、黃柏霖                                         | 新聞局 |
| 教育委員會 （7人） 專門委員：江聖虔     | 民主進步黨：李雅慧、黃飛鳳、鄭孟洳 · 中國國民黨：邱于軒、李雅芬、陳美雅、黃柏霖                                         | 運動發展局 |
| 教育委員會 （7人） 專門委員：江聖虔     | 民主進步黨：李雅慧、黃飛鳳、鄭孟洳 · 中國國民黨：邱于軒、李雅芬、陳美雅、黃柏霖                                         | 空中大學 |
| 農林委員會 （7人） 專門委員：李侑珍     | 民主進步黨：林富寶、張勝富、張漢忠 · 中國國民黨：林義迪、黃天煌 · 無黨團結聯盟：陳幸富、朱信強                          | 農業局 |
| 農林委員會 （7人） 專門委員：李侑珍     | 民主進步黨：林富寶、張勝富、張漢忠 · 中國國民黨：林義迪、黃天煌 · 無黨團結聯盟：陳幸富、朱信強                          | 海洋局 |
| 農林委員會 （7人） 專門委員：李侑珍     | 民主進步黨：林富寶、張勝富、張漢忠 · 中國國民黨：林義迪、黃天煌 · 無黨團結聯盟：陳幸富、朱信強                          | 水利局 |
| 交通委員會 （7人） 專門委員：姜愛珠     | 民主進步黨：李雨庭、黃文益、陳慧文 · 中國國民黨：李亞築、黃香菽、蔡武宏 · 無黨籍：張博洋                                | 交通局 |
| 交通委員會 （7人） 專門委員：姜愛珠     | 民主進步黨：李雨庭、黃文益、陳慧文 · 中國國民黨：李亞築、黃香菽、蔡武宏 · 無黨籍：張博洋                                | 觀光局 |
| 交通委員會 （7人） 專門委員：姜愛珠     | 民主進步黨：李雨庭、黃文益、陳慧文 · 中國國民黨：李亞築、黃香菽、蔡武宏 · 無黨籍：張博洋                                | 捷運工程局 |
| 警消衛環委員會 （9人） 專門委員：陳月麗 | 民主進步黨：黃明太、江瑞鴻、何權峰 · 中國國民黨：許采蓁、陳麗珍、李眉蓁、鄭安秝、劉德林 · 無黨團結聯盟：陳善慧          | 警察局 |
| 警消衛環委員會 （9人） 專門委員：陳月麗 | 民主進步黨：黃明太、江瑞鴻、何權峰 · 中國國民黨：許采蓁、陳麗珍、李眉蓁、鄭安秝、劉德林 · 無黨團結聯盟：陳善慧          | 消防局 |
| 警消衛環委員會 （9人） 專門委員：陳月麗 | 民主進步黨：黃明太、江瑞鴻、何權峰 · 中國國民黨：許采蓁、陳麗珍、李眉蓁、鄭安秝、劉德林 · 無黨團結聯盟：陳善慧          | 衛生局 |
| 警消衛環委員會 （9人） 專門委員：陳月麗 | 民主進步黨：黃明太、江瑞鴻、何權峰 · 中國國民黨：許采蓁、陳麗珍、李眉蓁、鄭安秝、劉德林 · 無黨團結聯盟：陳善慧          | 環境保護局 |
| 警消衛環委員會 （9人） 專門委員：陳月麗 | 民主進步黨：黃明太、江瑞鴻、何權峰 · 中國國民黨：許采蓁、陳麗珍、李眉蓁、鄭安秝、劉德林 · 無黨團結聯盟：陳善慧          | 毒品防制局 |
| 工務委員會 （9人） 專門委員：林愛倫     | 民主進步黨：黃文志 · 中國國民黨：陳玫娟、曾麗燕、宋立彬、方信淵、白喬茵、蔡金晏、陳麗娜、王耀裕                         | 工務局 |
| 工務委員會 （9人） 專門委員：林愛倫     | 民主進步黨：黃文志 · 中國國民黨：陳玫娟、曾麗燕、宋立彬、方信淵、白喬茵、蔡金晏、陳麗娜、王耀裕                         | 地政局 |
| 工務委員會 （9人） 專門委員：林愛倫     | 民主進步黨：黃文志 · 中國國民黨：陳玫娟、曾麗燕、宋立彬、方信淵、白喬茵、蔡金晏、陳麗娜、王耀裕                         | 都市發展局 |
| 法規委員會 （9人） 專門委員：劉義興     | 民主進步黨：黃秋媖、簡煥宗、湯詠瑜、黃文益 · 中國國民黨：黃柏霖、陳麗珍、林義迪、白喬茵、吳利成                         | 民主進步黨：黃秋媖、簡煥宗、湯詠瑜、黃文益 · 中國國民黨：黃柏霖、陳麗珍、林義迪、白喬茵、吳利成                         |
| 紀律委員會 （9人） 主任：朱信吉         | 民主進步黨：黃明太、林志誠、李雅慧、邱俊憲、張漢忠 · 中國國民黨：鄭安秝、方信淵、王義雄 · 無黨籍：張博洋 ·              | 民主進步黨：黃明太、林志誠、李雅慧、邱俊憲、張漢忠 · 中國國民黨：鄭安秝、方信淵、王義雄 · 無黨籍：張博洋 ·              |
| 程序委員會 （9人） 主任：曾癸開         | 民主進步黨：康裕成、陳明澤、江瑞鴻、邱俊憲 · 中國國民黨：黃香菽、劉德林 · 無黨團結聯盟：朱信強、陳善慧 · 無黨籍：曾俊傑 | 民主進步黨：康裕成、陳明澤、江瑞鴻、邱俊憲 · 中國國民黨：黃香菽、劉德林 · 無黨團結聯盟：朱信強、陳善慧 · 無黨籍：曾俊傑 |

## 爭議、事件

### 議會預算
2015年11月3日，高雄市公民監督公僕聯盟前往高雄市議會參與年度總預算案報告，質疑議會每年編列六千多萬元公共聯繫費，預算用途不明，甚至連議員父母生日都贈禮金報支，議長康裕成回應，明年起不再致贈生日禮金或禮物給議員父母，並強調已逐年遞減議會預算，不會亂花錢。

### 議會如度假中心
2015年11月10日，民主進步黨黨籍議員蕭永達在市政總質詢，批評議會就像度假中心，陳設游泳池、三溫暖、別墅群，不僅沒人使用，還得專人管理，浪費大筆水電費，議會秘書長陳順利回應坦言議會的確需要改革。

### 追諡已故議長之提案
2020年6月6日，時任議長許崑源在時任市長韓國瑜罷免通過後自盡。9日議會各黨團總召協商治喪事宜，同時無異議通過將許崑源追諡為「永遠的榮譽議長」之提案；11日因遺孀林絲娛婉謝而終止提案。

## 國際友好議會
- 大阪府議會
- 橫濱市議會
- 仁川廣域市議會
- 熊本市議會
- 和歌山市議會
- 山梨縣議會

## 交通

### 高雄捷運
橘線鳳山西站(高雄市議會)1號出口，右轉沿著議會路走約500m，於國泰路二段左轉即可到達。

## 外部連結
- 高雄市議會 （页面存档备份，存于）（繁體中文）（英文）
- YouTube上的高雄市議會頻道